# Fever to Tell
Fever to Tell — дебютный студийный альбом американской инди-группы Yeah Yeah Yeahs, выпущенный 29 апреля 2003 года.

## Об альбоме
Fever to Tell был записан в студии Headgear (Бруклин), продюсером выступил гитарист Дэвид Ситек. Альбом разошёлся тиражом в миллион копий, получил золотой сертификат в Великобритании, а сингл «Maps» имел большой успех. Клип на эту песню номинировался на MTV Video Music Awards в 2004 году в трёх номинациях. В том же году альбом номинировался на Грэмми в номинации за лучший альтернативный альбом и был признан альбомом года по версии New York Times.
Альбом также попал в списки лучших альбомов десятилетия по версии Rolling Stone (28-я позиция), Pitchfork Media (24-я позиция) и NME (5-я позиция).
В 2020 году альбом занял 377 место в списке «500 величайших альбомов всех времён» по версии журнала Rolling Stone.

## Список композиций
Слова и музыка всех песен — Yeah Yeah Yeahs.
| №   | Название              | Длительность |
| --- | --------------------- | ------------ |
| 1.  | «Rich»                | 3:36         |
| 2.  | «Date with the Night» | 2:35         |
| 3.  | «Man»                 | 1:50         |
| 4.  | «Tick»                | 1:49         |
| 5.  | «Black Tongue»        | 2:59         |
| 6.  | «Pin»                 | 2:00         |
| 7.  | «Cold Light»          | 2:16         |
| 8.  | «No No No»            | 5:14         |
| 9.  | «Maps»                | 3:39         |
| 10. | «Y Control»           | 4:00         |
| 11. | «Modern Romance»      | 7:28         |

## Участники записи
| Оценки критиков      | Оценки критиков |
| Источник             | Оценка          |
| -------------------- | --------------- |
| Allmusic             | [ 10 ]          |
| The A.V. Club        | (Положительный) |
| Dusted               | [ 12 ]          |
| Entertainment Weekly | (B)             |
| NME                  | (8/10)          |
| PopMatters           | (9/10)          |
| Pitchfork Media      | (7.4/10)        |
| Q                    | [ 17 ]          |
| Роберт Кристгау      | B+              |
| Uncut                | [ 17 ]          |

Yeah Yeah Yeahs:
- Карен О — вокал;
- Брайн Чайз[англ.] — ударные и перкуссия;
- Ник Зиннер[англ.] — все остальные музыкальные инструменты (драм-машина, гитара).

Другие:
- Дэвид Эндрью Ситек — продюсер;
- Крис Коуди — постпродакшн;
- Коди Критчело — обложка;
- Рик Леви — ассистент;
- Роджер Лайан — редактирование;
- Алан Моулдер — сведение;
- Хоуи Уэнберг — мастеринг.

## Позиции в чартах
| Год  | Чарт           | Максимальная позиция |
| ---- | -------------- | -------------------- |
| 2004 | Billboard 200  | 55                   |
| 2004 | UK Album Chart | 13                   |